# Bundesstraße 268
Pour les articles homonymes, voir Route 268.
La Bundesstrasse 268 est une Bundesstraße des Länder de Rhénanie-Palatinat et de Sarre.

## Géographie
La B 268 commence au sud de la ville de Trèves puis va dans les vallons du Hunsrück puis, dans la Sarre, la Saar-Nahe-Bergland. Elle finit à Sarrebruck.

## Histoire
Jusqu'en 1949, la route s'appelle Reichsstrasse 268 (R 268). Pendant la Seconde Guerre mondiale, la R 268 s'étend dans la France occupée par Hanweiler, Sarreguemines, Bitche et Niederbronn-les-Bains jusqu'à Haguenau.
Au milieu des années 1950, des plans sont faits pour une « Kraftbahn » afin de soulager les passages locaux très fréquentés de la B 268. En 1960, la section entre Riegelsberg et Sarrebruck est ouverte à la circulation.

## Trafic
La B 268 est la liaison la plus courte entre Trèves et Sarrebruck. Néanmoins, il est important presque exclusivement pour le trafic régional. Le trafic national utilise la Bundesautobahn 1.

## Source
- (de) Cet article est partiellement ou en totalité issu de l’article de Wikipédia en allemand intitulé « Bundesstraße 268 » (voir la liste des auteurs).

1. ↑  (de) « Bundesstraßen Nr. 166 bis 327 », sur carsten-wasow.de, 2018 (consulté le 21 juillet 1980)